# Duval County Challenge 2022
Die Duval County Challenge 2022 war eine Leichtathletik-Veranstaltung die am 21. Mai 2021 im Jax Track at Hodges Stadium in Jacksonville im US-Bundesstaat Florida stattfand. Es war Teil der World Athletics Continental Tour zählte zu den Bronze-Meetings, der dritthöchsten Kategorie dieser Leichtathletik-Serie.

## Resultate

### Männer

#### 100 m
| Platz | Athlet          | Land | Zeit (s) |
| ----- | --------------- | ---- | -------- |
| 1     | Brandon Carnes  | USA  | 10,19    |
| 2     | Isiah Young     | USA  | 10,30    |
| 3     | Kendal Williams | USA  | 10,37    |
| 4     | Chris Royster   | USA  | 10,38    |
| 5     | Andre Ewers     | JAM  | 10,39    |
| 6     | Raymond Ekevwo  | NGR  | 10,39    |
| 7     | Josephus Lyles  | USA  | 10,44    |
| 8     | Jelani Walker   | JAM  | 10,44    |

Zusammenfassung der besten acht aus fünf Zeitläufen. Der Wind war bei allen Läufen regelkonform.

#### 200 m
| Platz | Athlet           | Land | Zeit (s) |
| ----- | ---------------- | ---- | -------- |
| 1     | Mario Heslop     | JAM  | 20,76    |
| 2     | Andre Ewers      | JAM  | 21,02    |
| 3     | Akeem Sirleaf    | LBR  | 21,07    |
| 4     | Aldrich Bailey   | USA  | 21,23    |
| 5     | Tevin Richardson | USA  | 21,34    |
| 6     | Marcus Parker    | USA  | 21,55    |
| 7     | James Bias       | USA  | 22,25    |

Wind: +0,8 m/s

#### 400 m
| Platz | Athlet           | Land | Zeit (s) |
| ----- | ---------------- | ---- | -------- |
| 1     | Trevor Stewart   | USA  | 45,91    |
| 2     | Nathon Allen     | JAM  | 46,17    |
| 3     | Emmanuel Korir   | KEN  | 46,22    |
| 4     | Khallifah Rosser | USA  | 46,27    |
| 5     | Derrick Mokaleng | RSA  | 46,43    |
| 6     | Tyler Terry      | USA  | 46,46    |
| 7     | Nathan Strother  | USA  | 46,97    |
| 8     | Arinze Chance    | GUY  | 47,04    |

Zusammenfassung der besten acht aus drei Zeitläufen.

#### 110 m Hürden
| Platz | Athlet               | Land | Zeit (s) |
| ----- | -------------------- | ---- | -------- |
| 1     | Devon Allen          | USA  | 13,17    |
| 2     | Michael Dickson      | USA  | 13,35    |
| 3     | Daniel Roberts       | USA  | 13,36    |
| 4     | Aaron Mallett        | USA  | 13,52    |
| 5     | Damion Thomas        | JAM  | 13,63    |
| 6     | Ruebin Walters       | TTO  | 13,70    |
| 7     | Paris Williams       | USA  | 13,81    |
| 8     | Israel Nelson        | USA  | 13,86    |
| 9     | Eddie Jermoni Lovett | USA  | 14,48    |

Wind: +1,2 m/s

#### 400 m Hürden
| Platz | Athlet              | Land | Zeit (s) |
| ----- | ------------------- | ---- | -------- |
| 1     | Craig Allen         | USA  | 49,05    |
| 2     | Amere Lattin        | USA  | 50,69    |
| 3     | Andre Clarke        | JAM  | 51,26    |
| 4     | Abdelmalik Lahoulou | ALG  | 51,44    |
| 5     | Romel Lewis         | JAM  | 52,46    |
| 6     | Nate Bruno          | USA  | 53,54    |

#### Weitsprung
| Platz | Athletin             | Land | Weite (m) |
| ----- | -------------------- | ---- | --------- |
| 1     | Tajay Gayle          | JAM  | 7,83      |
| 2     | Tristan James        | DMA  | 7,82      |
| 3     | Tariq Evans          | USA  | 7,56      |
| 4     | Dhanushka Piyarathne | LKA  | 7,53      |
| 5     | Curtis Williams      | USA  | 7,42      |
| 6     | Shane Howard         | IRL  | 7,38      |
| 7     | Josh Colley          | USA  | 7,23      |
| 8     | William Jones        | USA  | 7,16      |

### Frauen

#### 100 m
| Platz | Athlet               | Land | Zeit (s) |
| ----- | -------------------- | ---- | -------- |
| 1     | Aleia Hobbs          | USA  | 11,28    |
| 2     | Kayla White          | USA  | 11,30    |
| 3     | Brittany Brown       | USA  | 11,30    |
| 4     | Twanisha Terry       | USA  | 11,34    |
| 5     | Sha’Carri Richardson | USA  | 11,37    |
| 6     | Tamari Davis         | USA  | 11,38    |
| 7     | Marybeth Sant-Price  | USA  | 11,38    |
| 8     | Ashanti Moore        | JAM  | 11,40    |

Zusammenfassung der besten acht aus fünf Zeitläufen. Der Wind war bei allen Läufen regelkonform.

#### 200 m
| Platz | Athlet                | Land | Zeit (s) |
| ----- | --------------------- | ---- | -------- |
| 1     | Lauren Williams-James | USA  | 23,33    |
| 2     | A’Keyla Mitchell      | USA  | 23,40    |
| 3     | Felicia Brown Edwards | USA  | 23,93    |
| 4     | Courtney Okolo        | USA  | 24,43    |
| 5     | Felicia Majors        | USA  | 24,50    |
| 6     | Samantha Gonzalez     | USA  | 24,57    |
| 7     | Karel Elodie Ziketh   | CIV  | 25,09    |
| 8     | Hafsatu Kamara        | SLE  | 25,56    |

Zusammenfassung der besten acht aus zwei Zeitläufen. Der Wind war bei allen Läufen regelkonform.

#### 400 m
| Platz | Athlet               | Land | Zeit (s) |
| ----- | -------------------- | ---- | -------- |
| 1     | Lynna Irby           | USA  | 51,03    |
| 2     | Jaide Stepter Baynes | USA  | 51,15    |
| 3     | Aliyah Abrams        | GUY  | 51,78    |
| 4     | Na’Asha Robinson     | USA  | 51,88    |
| 5     | Wadeline Jonathas    | USA  | 51,95    |
| 6     | Kyra Jefferson       | USA  | 52,16    |
| 7     | Roneisha McGregor    | JAM  | 52,67    |
| 8     | Shafiqua Maloney     | VIN  | 52,84    |

Zusammenfassung der besten acht aus drei Zeitläufen.

#### 100 m Hürden
| Platz | Athlet           | Land | Zeit (s) |
| ----- | ---------------- | ---- | -------- |
| 1     | Britany Anderson | JAM  | 12,59    |
| 2     | Tonea Marshall   | USA  | 12,76    |
| 3     | Chanel Brissett  | USA  | 12,77    |
| 4     | Anna Cockrell    | USA  | 12,87    |
| 5     | Cindy Sember     | GBR  | 12,89    |
| 6     | Sharika Nelvis   | USA  | 12,89    |
| 7     | Nia Ali          | USA  | 13,02    |
| 8     | Mulern Jean      | HAI  | 13,09    |

Zusammenfassung der besten acht aus zwei Zeitläufen. Der Wind war bei allen Läufen regelkonform.

#### 400 m Hürden
| Platz | Athlet             | Land | Zeit (s) |
| ----- | ------------------ | ---- | -------- |
| 1     | Shiann Salmon      | JAM  | 56,06    |
| 2     | Andrenette Knight  | JAM  | 56,44    |
| 3     | Anna Cockrell      | USA  | 56,72    |
| 4     | Kaila Barber       | USA  | 56,78    |
| 5     | Deonca Bookman     | USA  | 57,92    |
| 6     | Kimisha Chambers   | JAM  | 58,24    |
| 7     | Ashley Spencer     | USA  | 58,35    |
| 8     | Yanique Haye-Smith | TKS  | 59,36    |

#### Hochsprung
| Platz | Athlet          | Land | Höhe (m) |
| ----- | --------------- | ---- | -------- |
| 1     | Inika McPherson | USA  | 1,80     |